# Yên Hậu Văn công
Yên Văn công (chữ Hán: 燕文公; trị vì: 361 TCN-333 TCN), hay còn gọi là Yên Hậu Văn công (燕後文公), để phân biệt với vị vua thứ 24 là Yên Tiền Văn công trước đây, là vị vua thứ 36 hoặc 37 của nước Yên thời Chiến Quốc trong lịch sử Trung Quốc.
Sử sách không ghi rõ quan hệ giữa Yên Hậu Văn công và vị vua trước là Yên Hậu Hoàn công.
Theo Sử ký, trong thời Yên Văn công, biện sĩ Tô Tần đã đến nước Yên thuyết phục ông theo kế sách hợp tung để chống nước Tần hùng mạnh. Tuy nhiên các sử gia hiện đại xác định rằng thời gian hoạt động của Tô Tần muộn hơn trong Sử ký nêu khoảng 40 năm, là đầu thế kỷ 3 TCN, thời Yên Chiêu vương.
Năm 333 TCN, Yên Hậu Văn công mất. Ông ở ngôi được 29 năm. Con ông là Yên Dịch vương lên nối ngôi. Sử ký ghi chép sự kiện sau khi ông mất, vợ ông là thái hậu nước Yên tư thông với biện sĩ Tô Tần.